# 体育
体育（たいいく）または身体教育（しんたいきょういく）とは、身体に関する教育を指す言葉である。スポーツとは区別される。

## 語源
「体育」という言葉は、1876年に近藤鎮三によって「Physical Education」の訳語として使用されたのが最初とされる。当初は「身体に関する教育」として扱われ、その後、「身体之教育」から「身体教育」に、そして「身教」を経て、「体育」に至った。
教科名としては明治以来、体操科が用いられたが、1941年の国民学校令により体練科、戦後には体育科あるいは保健体育科に改められた。

## 歴史

### 古代
紀元前8世紀頃、アテネでは軍事目的の訓練施設としてギムナシオンがつくられた。紀元前6世紀以後にはオリンピアなど4都市で開催されていた四大競技祭が興隆し、体育は軍事目的から離れて、人々は一般市民の教養としてギムナシオンに通うようになった。アテネでは調和的人間の形成が理想とされ、音楽の修学とともに体育が重視された。
しかし、古典期後期には知識教育が重視されるようになり、音楽や体育の重要性は後退し、傭兵が急増したため一般市民の身体教育も軽視されるようになった。

### 近代
ルネサンス期にはイタリアで体育の実践的な活動が行われていたがヨーロッパ全体に普及するものではなかった。しかし、啓蒙思想家たちによってギリシャ・ローマの体育思想が復活し、フランス革命や産業革命の影響も背景に、教育において体育が実践されるようになった。
J・B・バセドウ（1723-1790）は1774年に汎愛学院を設立し、それまでの教会支配の教育から国家支配による教育への転換を提唱し、遊び、工作、体操、野外活動など子どもの発達段階と生活経験に応じた教育内容と教育方法を取り入れた。汎愛学院の教師だったC.G.ザルツマン（1744-1811）は同じ趣旨の学校をシュネッペンタールに設立し校長に就いており、そこでは専用の運動場で体育教官と補助主任が指導しながら生徒全員が能力に応じて走・跳・投・平均運動などを行う教科体育の原型がつくられた。ザルツマンの学校に体育主任として着任したグーツ・ムーツ（1759-1839）は従来の包括的な身体教育ではなく、体育を教育的運動を手段とする独立した領域として理論化した人物といわれ「近代体育の創設者」と呼ばれている。

## 欧米の学校体育
学校における体育活動を学校体育という。学校体育はヨーロッパでの近代の国民国家の成立とともに絶対王政が崩れ、主権者として国民（一般市民）は国家を防衛する義務があるとの認識から、フィヒテやフランツ・ナハテガルなどによって体育の重要性が説かれるようになり近代的な国民体育（学校体育）が形成されることとなった。一方、近代資本主義の発展により労働者の健康が深刻な問題となり、婦人や児童の健康の問題とあわせて新たな体育論が展開された。

### ドイツにおける学校教育

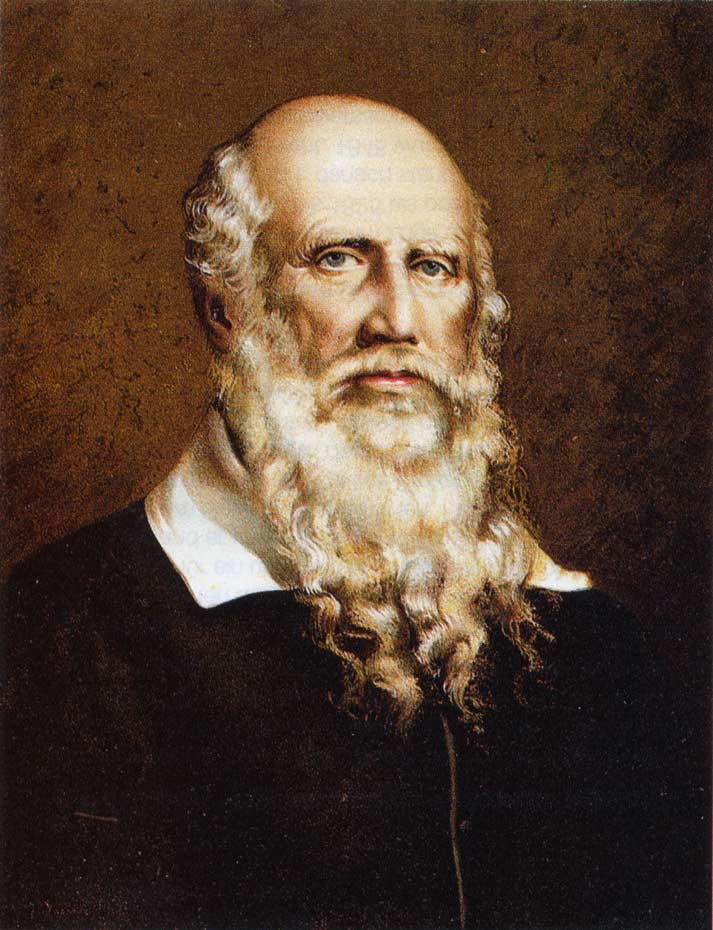
F.L.ヤーン

ドイツではF.L.ヤーン（F. L. Jahn、1778-1852）が「ドイツ体育（トゥルネン）の父」と呼ばれており、ギムナスティーク（Gymnastik）に代わる概念としてトゥルネン（Turnen）という概念を用いて体育教育の実践を行った。F.L.ヤーンは水曜日と土曜日の午後に諸学校の生徒を集めてあらゆる身分的差別を排除したて体育活動を行いのちの体育会活動の基礎を作った。トゥルネンの活動は仲間意識や国民意識の高揚を図る内容であり、ウィーン会議の後に弾圧を受け1820年に禁止されたが、3月革命の前後から活動が再開された。
その後、ドイツでは体育論争が起こったが、A.シュピース（1810-1858）やA.マウル（1828-1907）などの理論により学校への体育教育の導入が達成された。ドイツではまず1860年頃から男子の中等学校や師範学校に体操科が導入されたが、初等学校に導入されたのは19世紀末から20世紀にかけてである。

### アメリカにおける学校教育
アメリカ合衆国では旧植民領時代からダンスは存在したが、「体操（Gymnastic）」・「美容体操（Calisthenics）」・「運動（Exercises）」はドイツ移民によって移入された。
学校体操は1824年から1827年にかけてF.L.ヤーンの影響を受けた、C.フォレン、C.ベック、F.リーベルらがアメリカに移住して始まった。ベックは渡米して2箇月後にはマサチューセッツ州ラウンドヒル・スクールでラテン語と体操の教師となり、1828年にはF.L.ヤーンの『ドイツ式体操術』の英訳版を出版した。フォレンはハーバード大学に勤めてドイツ体操を指導し、米国最初の大学体育館の建設のきっかけとなった。フォレンは1827年にハーバード大学で米国で最初の体操教師養成の指導も行っている。リーベルもドイツ体操を導入した一人で1827年にアメリカに移住し、ボストン体育館に勤めて水泳教師となった。
体操教師養成では、ハーバード大学に続いて、1852年にミシガン州立師範学校、1859年にニューヨーク州立師範学校に体育クラスが設置された。
大学教育ではアマースト大学に1854年に全米で最初の体育健康学科が設立され、1859年には体育館が設置された。
初等学校では1820年代には体操を導入していた学校があり、サンフランシスコでは1856年には1日30分間のバーやリングなどを使った実践の授業があった。

## 日本における学校体育
日本では学校における授業の教科または科目の1つとなっている。
保健の分野・科目と一緒にして保健体育（ほけんたいいく）とされることもあり、学校の教科としては、小学校では「体育」、中学校では「保健体育」、高等学校では普通教育に関する教科（普通教科）として「保健体育」が、専門教育に関する教科（専門教科）として「体育」が存在している。保健では性教育や健康・環境・福祉・家族に関する教育が行なわれる。
体育は、英語のphysical education（身体教育）の訳語として戦後の教育改革において新しく導入された科目である。保健体育はphysical and health educationの訳語である。（しかし、東京大学大学院教育学研究科では、保健体育研究室と名のらずに、身体教育学研究室としている。）
衣装は体育理論や保健など教室での授業を除いて基本的に体操着が用いられ、水中（水遊び 浮く・泳ぐ運動 水泳）ではスクール水着（着衣水泳場合も）、武道では場合によって道着（相撲は廻し）が用いられる。
おおまかな教育目標は、各学校種ごとに学習指導要領で定められている。
平成24年度（2012年）からは中学校体育で男女ともにダンスが必修化した。

### 小学校「体育」

#### 目標
学習指導要綱では「心と体を一体としてとらえ、適切な運動の経験と健康・安全についての理解を通して、生涯にわたって運動に親しむ資質や能力の基礎を育てるとともに健康の保持増進と体力の向上を図り、楽しく明るい生活を営む態度を育てる。」と規定されている。
学年目標は低学年・中学年・高学年の3段階に分けられている。
低学年ではルールの遵守や協調性を重視した内容となっており、以後の活動の根幹を成す。中学年から「保健」の単元が加わり、座学による知識の習得が求められる。高学年には記録への挑戦が求められている。

#### 内容
体育の副読本には多数の競技種目が紹介されているが、学習指導要領で必修と定めている種目は意外に少ない。あえて種目を明確にしないことで、学級の実態に応じた場の工夫やローカルルールの設定が可能となる。

#### 低学年
- 体つくり運動
  - 手軽な運動や律動的な運動
  - 多様な動きをつくる運動

- 器械・器具を使っての運動遊び
  - 固定器具を使って登り下り・懸垂移行・渡り歩きや・跳び下り
  - マットを使って、色々な方向へ転がり、手で支えての体の保持や回転
  - 鉄棒を使って、支持しての上がり下り、ぶら下がりや易しい回転
  - 跳び箱を使って、跳び乗りや跳び下り、手を着いてのまたぎ乗りや跳び乗り

- 走・跳の運動遊び
  - 走は、いろいろな方向に走ったり、低い障害物を走り越える
  - 跳は、前方や上方に跳んだり、連続して跳んだする

- 水遊び
  - 水につかったり移動したり、水に浮いたりもぐったり、水中で息を吐いたりする

- ゲーム
  - ボールゲームは、簡単なボール操作やボールを持たないときの動きによって、的に当てるゲームや攻めと守りのあるゲーム
  - 鬼遊びは一定の区域で逃げる・追いかける・陣地を取り合うなど

- 表現リズム遊び
  - 表現は、身近な題材の特徴をとらえ全身で踊る
  - リズム遊びは、軽快なリズムに乗って踊る

上記の内、体つくり運動は2年間に渡って履修し、他項目は学校によって1年生・2年生のどちらかまたは2年間にわたって履修する。

#### 中学年
- 体つくり運動
  - 手軽な運動や律動的な運動
  - 多様な動きをつくる運動

- 器械運動
  - マット運動は、基本的な回転技や倒立技をする
  - 鉄棒運動は、基本的な上がり技や支持回転技、下り技をする
  - 跳び箱運動は、基本的な支持跳び越し技をする

- 走・跳の運動
  - かけっこ・リレーは、調子よく走る
  - 小型ハードル走は、小型ハードルを調子よく走り越える
  - 走幅跳は、短い助走から踏み切って跳ぶ
  - 走高跳は、短い助走から踏み切って跳ぶ

- 浮く・泳ぐ運動
  - 浮く運動は、いろいろな浮き方やけ伸びをする
  - 泳ぐ運動は、補助具を使ってのキックやストローク、呼吸をしながらの初歩的な泳ぎをする

- ゲーム
  - ゴール型ゲームは、基本的なボール操作やボールを持たない時の動きによって、易しいゲームをする
  - ネット型ゲームは、ラリーを続けたり、ボールをつないだりして易しいゲームをする
  - ベースボール型ゲームは、蹴る・打つ・捕る・投げるなどの動きによって、易しいゲームをする

- 表現運動
  - 表現は、身近な題材の特徴をとらえ対比する動きを組み合わせたり繰り返したりして踊る
  - リズムダンスは、軽快なリズムに乗って全身で踊る

- 保健
  - 3年生 健康によい生活
  - 4年生 体の発育・発達

上記の内、体つくり運動と保健は2年間に渡って履修し、他項目は学校によって3年生・4年生のどちらかまたは2年間にわたって履修する。

#### 高学年
- 体つくり運動
  - 手軽な運動や律動的な運動
  - 体の柔らかさ及び巧みな動きを高めるための運動と力強い動き及び動きを持続する能力を高めるための運動

- 器械運動
  - マット運動は、基本的な回転技や倒立技を安定して行い、その発展技を行ったり、それらを繰り返したり組み合わせたりする
  - 鉄棒運動は、基本的な上がり技や支持回転技、下り技を安定して行い、その発展技を行ったり、それらを繰り返したり組み合わせたりする
  - 跳び箱運動は、基本的な支持跳び越し技を安定して行い、その発展技を行う

- 陸上運動
  - 短距離走・リレーは、一定の距離を全力で走る
  - ハードル走は、ハードルをリズミカルに走り越える
  - 走幅跳は、リズミカルな助走から踏み切って跳ぶ
  - 走高跳は、リズミカルな助走から踏み切って跳ぶ

- 水泳
  - 水中からスタートし、クロール・平泳ぎ（学校によっては背泳ぎも）を続けて長く泳ぐ

- ボール運動
  - ゴール型（主にバスケットボール・サッカー）は、簡易化されたゲームで、ボール操作やボールを受けるための動きによって、攻防する
  - ネット型（主にバレーボール）は、簡易化されたゲームで、チームの連係による攻撃や守備によって、攻防する
  - ベースボール型（主にソフトボール）は、簡易化されたゲームで、ボールを打ち返す攻撃や隊形をとった守備によって、攻防する（学校によっては履修しない場合もある）

- 表現運動
  - 表現は、いろいろな題材から表したいイメージをとらえ、即興的な表現や簡単なひとまとまりの表現で踊る
  - フォークダンスは、踊り方の特徴をとらえ、音楽に合わせて簡単なステップや動きで踊る
  - 学校によってはリズムダンスも履修する

- 保健
  - 5年生 心の発達及び不安、悩みへの対処及びけがの防止
  - 6年生 病気の予防

上記の内、体つくり運動と保健は2年間に渡って履修し、他項目は学校によって5年生・6年生のどちらかまたは2年間にわたって履修する。

### 中学校「保健体育」
学習指導要綱では「心と体を一体としてとらえ、運動や健康・安全についての理解と運動の合理的な実践を通して、生涯にわたって運動に親しむ資質や能力を育てるとともに健康の保持増進のための実践力の育成と体力の向上を図り、明るく豊かな生活を営む態度を育てる。」と規定されている。
- 体つくり
  - 手軽な運動や律動的な運動
  - （1年生・2年生）体の柔らかさ、巧みな動き、力強い動き、動きを持続する能力を高めるための運動を行い、それらを組み合わせて運動の計画に取り組む （3年生）健康の保持増進や調和のとれた体力の向上を図るための運動の計画を立て取り組む

- 器械運動（学校によって1年生と2年生は2種目以上、3年生は1種目以上を履修）
  - マット運動は、（1年生・2年生）回転系や巧技系の基本的な技を滑らかに行い、条件を変えた技、発展技を行う （3年生）回転系や巧技系の基本的な技を滑らかに安定して行い、条件を変えた技、発展技を行い、それらを構成し演技する
  - 鉄棒運動は、（1年生・2年生）支持系や懸垂系の基本的な技を滑らかに行い、条件を変えた技、発展技を行う （3年生）支持系や懸垂系の基本的な技を滑らかに安定して行い、条件を変えた技、発展技を行い、それらを構成し演技する
  - 平均台運動は、（1年生・2年生）体操系やバランス系の基本的な技を滑らかに行い、条件を変えた技、発展技を行う （3年生）体操系やバランス系の基本的な技を滑らかに安定して行い、条件を変えた技、発展技を行い、それらを構成し演技する
  - 跳び箱運動は、（1年生・2年生）切り返し系や回転系の基本的な技を滑らかに行い、条件を変えた技、発展技を行う （3年生）切り返し系や回転系の基本的な技を滑らかに安定して行い、条件を変えた技、発展技を行う

- 陸上競技
  - （1年生・2年生）短距離走・リレーは、滑らかな動きで速く走り、長距離走は、ペースを守り一定の距離を走る （3年生）短距離走・リレーは、中間走へのつなぎを滑らかにするなどして速く走り、長距離走は、自己に適したペースを維持して走る
  - ハードル走は、（1年生・2年生）リズミカルな走りから滑らかにハードルを越す （3年生）スピードを維持した走りからハードルを低く越す
  - 走幅跳は、（1年生・2年生）スピードに乗った助走から素早く踏み切って跳ぶ （3年生）スピードに乗った助走から力強く踏み切って跳ぶ
  - 走高跳は、（1年生・2年生）リズミカルな助走から力強く踏み切って大きな動作で跳ぶ （3年生）リズミカルな助走から力強く踏み切り滑らかな空間動作で跳ぶ

- 水泳（学校によって1年生と2年生はクロールまたは平泳ぎを含む2種目以上、3年生は1種目以上を履修）
  - クロールは、（1年生・2年生）手と足、呼吸のバランスをとり速く泳ぐ （3年生）手と足、呼吸のバランスを保ち、安定したペースで長く速く泳ぐ
  - 平泳ぎは、（1年生・2年生）手と足、呼吸のバランスをとり長く泳ぐ （3年生）手と足、呼吸のバランスを保ち、安定したペースで長く速く泳ぐ
  - 背泳ぎ・バタフライは、（1年生・2年生）手と足、呼吸のバランスをとり泳ぐ （3年生）手と足、呼吸のバランスを保ち、安定したペースで泳ぐ
  - 複数の泳法またはリレー

- 球技（1年生と2年生は全種目、3年生は学校によって2種目以上を履修）
  - ゴール型（学校によってバスケットボール・ハンドボール・サッカーのうち幾つか）は、（1年生・2年生）安定したボール操作と空間に走り込むなどの動きによってゴール前での攻防を展開する （3年生）安定したボール操作と空間を作りだすなどの動きによってゴール前への侵入などから攻防を展開する
  - ネット型（学校によってバレーボール・卓球・テニス・バドミントンのうち幾つか）は、（1年生・2年生）役割に応じたボールや用具の操作と定位置に戻るなどの動きによって空いた場所をめぐる攻防を展開する （3年生）役割に応じたボール操作や安定した用具の操作と連携した動きによって空いた場所をめぐる攻防を展開する
  - ベースボール型（ソフトボール）は、（1年生・2年生）基本的なバット操作と走塁での攻撃、ボール操作と定位置での守備などによって攻防を展開 （3年生）安定したバット操作と走塁での攻撃、ボール操作、連携した守備などによって攻防を展開

- 武道（学校によって1種目以上を履修、また、学校によってはなぎなたなど他の武道も履修）
  - 柔道は、（1年生・2年生）相手の動きに応じた基本動作から、基本となる技を用いて、投げたり抑えたりするなどの攻防を展開 （3年生）相手の動きに応じた基本動作から、基本となる技、得意技や連絡技を用いて、相手を崩して投げたり、抑えたりするなどの攻防を展開
  - 剣道は、（1年生・2年生）相手の動きに応じた基本動作から、基本となる技を用いて、打ったり受けたりするなどの攻防を展開 （3年生）相手の動きの変化に応じた基本動作から、基本となる技や得意技を用いて、相手の構えを崩し、しかけたり応じたりするなどの攻防を展開
  - 相撲は、（1年生・2年生）相手の動きに応じた基本動作から、基本となる技を用いて、押したり寄ったりするなどの攻防を展開 （3年生）手の動きの変化に応じた基本動作から、基本となる技や得意技を用いて、相手を崩し、投げたりひねったりするなどの攻防を展開

- ダンス（学校によって1種目以上を履修）
  - 創作ダンスは、（1年生・2年生）多様なテーマから表したいイメージをとらえ、動きに変化を付けて即興的に表現したり、変化のあるひとまとまりの表現にしたりして踊る （3年生）表したいテーマにふさわしいイメージをとらえ、個や群で、緩急強弱のある動きや空間の使い方で変化をつけて即興的に表現したり、簡単な作品にまとめたりして踊る
  - フォークダンスは、（1年生・2年生）踊り方の特徴をとらえ、音楽に合わせて特徴的なステップや動きで踊る （3年生）踊り方の特徴をとらえ、音楽に合わせて特徴的なステップや動きと組み方で踊る
  - 現代的なリズムのダンスは、（1年生・2年生）リズムの特徴をとらえ、変化のある動きを組み合わせて、リズムに乗って全身で踊る （3年生）リズムの特徴をとらえ、変化とまとまりを付けて、リズムに乗って全身で踊る

- 体育理論
  - 1年生 運動やスポーツが多様であることについて
  - 2年生 運動やスポーツの意義や効果
  - 3年生 文化としてのスポーツの意義

- 保健
  - 1年生 心身の機能の発達と心の健康
  - 2年生 健康と環境、傷害の防止
  - 3年生 健康な生活と疾病の予防

1・2年生は、上記を全て履修し、体つくり運動・体育理論・保健は2年間にわたって履修する（他6項目は学校によって1年生・2年生のどちらかまたは2年間にわたって履修）。3年生は、体つくり運動・体育理論・保健はすべての生徒が履修し、器械運動・陸上競技・水泳・ダンスのうち一項目以上と球技・武道のうち一項目以上を履修する（体つくり運動・体育理論・保健以外は学校によって履修項目が異なる）。

### 高等学校普通教科「保健体育」
学習指導要綱では「運動の合理的、計画的な実践を通して、知識を深めるとともに技能を高め運動の楽しさや喜びを深く味わうことができるようにし、自己の状況に応じて体力の向上を図る能力を育て、公正、協力、責任、参画などに対する意欲を高め、健康・安全を確保して、生涯にわたって豊かなスポーツライフを継続する資質や能力を育てる。」と規定されている。
体育での内容は体つくり運動・器械運動・陸上競技・水泳・球技・武道・ダンス・体育理論で、体つくり運動と体育理論はすべての学校で全学年にわたって履修する。1年生は器械運動・陸上競技・水泳・ダンスのうち一項目以上と球技・武道のうち一項目以上を履修する（学校によって履修項目が異なる）。2年生以降は器械運動・陸上競技・水泳・ダンスのうち二項目以上を履修する（学校によって履修項目が異なる）。
保健での内容は
- 現代社会と健康
- 生涯を通じる健康
- 社会生活と健康

### 高等学校専門教科「体育」
高等学校においては、普通教科としての「保健体育」とは別に、専門教科としての「体育」が設定されている。専門教科としての「体育」は、主に「体育に関する学科」において履修されている。学習指導要綱では「心と体を一体としてとらえ、スポーツについての専門的な理解及び高度な技能の習得を目指した主体的、合理的、計画的な実践を通して、健やかな心身の育成に資するととも、生涯を通してスポーツの振興発展に寄与する資質や能力を育て、明るく豊かで活力ある生活を営む態度を育てる。」と規定されている。

### 体育に関する学科
体育に関する学科（たいいくにかんするがっか）は、高等学校設置基準（平成16年文部科学省令第20号）に規定されている専門教育を主とする学科の1類型。専門教科「体育」に属する科目のうち「体育理論」、「体つくり運動」及び「野外活動」が、高等学校学習指導要領（平成11年文部省告示第58号）により原則履修科目として指定されている。

### 事故
文科省の調べでは、1998年から2009年度の12年間に全国での体育活動中（授業、部活、体育行事など）の事故が590件発生。傷病の内容は突然死が359件、頭部外傷78件、脊髄損傷67件となっており運動部の活動が活発な中学と高校の発生件数が全体の約90％を占めている。